# إدوارد مودي ماكوك
إدوارد مودي ماكوك، (بالإنجليزية: Edward M. McCook)، 15 يونيو 1833 – 9 سبتمبر 1909، كان محاميا، وسياسيا، شغل منصب متميز في سلاح فرسان الاتحاد العام في الحرب الأهلية الأمريكية ودبلوماسي أمريكي، وحاكم إقليم كولورادو.
كما كان عضوا في عائلة «Fighting McCook» الشهيرة في أوهايو. خدم أربعة من إخوانه و 10 من أبناء عمومته كضباط، حيث أصبح ستة من أفراد الأسرة جنرالات قبل نهاية الحرب.

## الحياة الشخصية
ولد ماكوك في ستوبنفيل ، أوهايو، في 15 يونيو 1833. عندما كان شابًا، انتقل إلى إقليم كانساس وأصبح محامياً. انضم إلى Pike's Peak Gold Rush في عام 1859 ومثل منطقة Pikes Peak في مجلس النواب الإقليمي في كانساس.

## الحرب الأهلية
مع بداية الحرب الأهلية في عام 1861، سافر ماكوك إلى واشنطن العاصمة، وعمل لفترة من الوقت كعميل سري للحكومة الفيدرالية، وجمع معلومات ذات قيمة للجيش. ثم جند كملازم في سلاح الفرسان في الجيش النظامي. ثم انضم إلى الجيش التطوعي كقائد في الفرسان الثانية إنديانا، وارتقى إلى رتبة عقيد بحلول منتصف عام 1862. قاد ماكوك لواء الفرسان في معركة بيريفيل وقسم في شيكاماوجا.
في 27 أبريل 1864، تمت ترقيته إلى عميد من المتطوعين وأعطي قيادة فرقة الفرسان الأولى في جيش كمبرلاند. داهم 3600 من سلاح الفرسان وقطعوا خط سكة حديد ماكون وغرب السكك الحديدية في أواخر يوليو 1864 أثناء خدمتهم تحت جورج ستونمان خلال حملة أتلانتا. كان أحد أهدافه إطلاق سراح 32000 أسير حرب محتجزين في سجن أندرسونفيل. ومع ذلك، عندما حاولوا العودة إلى الجيش الرئيسي في 30 يوليو، هزم ماكوك تمامًا من قبل سلاح الفرسان الكونفدرالي تحت جوزيف ويلر في معركة مطحنة براون بالقرب من نيونان ، جورجيا، وفقد 950 رجلاً و 1200 حصان وقطعتين من المدفعية.
خلال غارة ستونمان، اكتسب ماكوك سمعة تشجيع تدمير الممتلكات المدنية. وسار ماكوك وسلاح الفرسان المتبقون إلى تينيسي لمساعدة جهود جورج هـ. توماس في إحباط الكونفدراليين تحت قيادة جون بيل هود.
في مارس وأبريل 1865، مع اقتراب الحرب من نهايتها، قاد ماكوك الفرقة الأولى في غارة ويلسون عبر ولاية ألاباما وجورجيا الأمريكية، وكذلك في معركة سلمى، حيث تعرض سلاح الفرسان الفيدرالي لهزيمة ساحقة على ناثان بيدفورد فورست. في أوائل شهر مايو، تم تكليف فرقة ماكوك بإعادة فرض السيطرة والسلطة الفيدرالية في فلوريدا، التي أطلق حاكمها الانفصالي المتحمس، جون ميلتون، النار على رأسه بدلاً من الخضوع لاحتلال الاتحاد.
في 13 مايو، استسلم جورج واشنطن سكوت آخر القوات الكونفدرالية النشطة في الولاية إلى ماكوك. وفي 20 مايو قرأ ماكوك إعلان أبراهام لنكولن للتحرر خلال احتفال في تالاهاسي، منهياً العبودية في فلوريدا. وفي اليوم نفسه، رفعت قواته المبتهجة علم الولايات المتحدة فوق مبنى الكابيتول.
وصل ماكوك إلى رتبة لواء بريفيت في المتطوعين بحلول نهاية الحرب، وحصل على الثناء الرسمي لرئيسه جيمس هـ. ويلسون. رغم أنه لم يكن جنديًا مدربًا بشكل احترافي. حصل على ما مجموعه خمس ترقيات بريفيت في الحرب الأهلية كلها من أجل الخدمة الشجاعة والجدارة.

## الحياة المدنية
عاد ماكوك إلى الجيش النظامي عندما تم حشد متطوعيه في أعقاب الحرب. وفي عام 1866 استقال ماكوك من الجيش وعاد إلى الحياة المدنية. عين الرئيس أندرو جونسون ماكوك للعمل كوزير للولايات المتحدة في مملكة هاواي من عام 1866 حتى عام 1868. وفي عام 1869، عين الرئيس يوليسيس إس غرانت ماكوك حاكمًا في إقليم كولورادو، وهو اختيار عارضه بشدة جيروم ب.شافي، مندوب إقليم كولورادو الإقليمي في مجلس النواب الأمريكي. خلال فترة ولايته.
وقع ماكوك على تشريع يسمح من خلاله إنشاء كلية كولورادو الزراعية (جامعة ولاية كولورادو الآن) وكان من بين أول حكام الأقاليم الذين أيدوا حق الاقتراع للنساء. كما كان عضوا في اللجنة الوطنية الجمهورية عام 1872.
غادر ماكوك الحكم عندما انتهت فترة ولايته الثانية في عام 1875 وتحول إلى العديد من الأعمال التجارية. أصبح ثريًا جدًا من العديد من الاستثمارات الذكية في العقارات ومصالح التعدين وشركات الهاتف الأوروبية الجديدة. كما دفع ضرائب على الدخل والأعمال أكثر من أي رجل في كولورادو.

## روابط خارجية
- علامة جورجيا التاريخية في معركة طاحونة براون
- سيرة إدوارد مودي ماكوك @ Colorado.gov
- "إدوارد مودي ماكوك". فايند أغريف. اطلع عليه بتاريخ 2010-08-18.

| المناصب الدبلوماسية | المناصب الدبلوماسية         | المناصب الدبلوماسية |
| ------------------- | --------------------------- | ------------------- |
| سبقه {{{سبقه}}}     | {{{العنوان}}} {{{الأعوام}}} | تبعه {{{تبعه}}}     |